# Rossano
Rossano is een stad en voormalige gemeente in de Italiaanse provincie Cosenza (regio Calabrië) en telt 36.361 inwoners (31-12-2004). De oppervlakte bedraagt 149,4 km², de bevolkingsdichtheid is 234 inwoners per km². De gemeente ging op 31 maart 2018 op in de fusiegemeente Corigliano-Rossano samen met de buurgemeente (en stad) Corigliano Calabro.

## Demografie
Rossano telt ongeveer 12592 huishoudens. Het aantal inwoners steeg in de periode 1991-2001 met 6,4% volgens cijfers uit de tienjaarlijkse volkstellingen van ISTAT.
| Jaar | Inwoneraantal |
| ---- | ------------- |
| 1991 | 33.694        |
| 2001 | 35.835        |

## Geografie
Rossano grenst aan de volgende gemeenten: Calopezzati, Corigliano Calabro, Cropalati, Crosia, Longobucco, Paludi.

## Geboren
- Paus Johannes VII (?-707)
- Tegenpaus Johannes XVI (ca.945-1001), ook bekend als Johannes Philagathos
- Giuseppe Cirò (1975), autocoureur
- Domenico Tedesco (1985), Duits voetbalcoach